# Dilar harmandi
Dilar harmandi är en insektsart som först beskrevs av Navás 1909.  Dilar harmandi ingår i släktet Dilar och familjen Dilaridae. Inga underarter finns listade i Catalogue of Life.